# 荒子城
荒子城（あらこじょう）は尾張国、荒子村(現 愛知県の名古屋市、中川区、荒子町に)に存在した城郭。戦国武将の前田利家の生地である。

## 歴史

### 戦国中期
天文年間に、前田利家の父である前田利春が織田家より荒子の地、二千貫を給されて築城したと伝わる。規模が狭い平地に簡単な塀や堀をめぐらし、敵を見張るため屋根の上に櫓を設けただけの砦程度のものだったと言われている。永禄二年(1559年)7月に城主であった前田利春が亡くなり長男の前田利久が城主となった。永禄十二年(1569年)に信長が病弱な利久に変わり、利家が前田家当主になるよう命じた。荒子城主となった利家は織田信長の馬廻りとして各地を転戦して活躍、天正二年(1574年)からは柴田勝家の与力として北陸方面の平定に従事した。翌三年には佐々成政、不破光治とともに越前府中十万石を与えられ、利家は荒子城を出た。この時、荒子観音の本堂を再建。荒子七カ村（屋敷）には、祭に使用する馬道具（ばどん）を残していった。

### 廃城
1574年に利家が越前府中に移り、天正九年1581年に利家の長男である前田利長も越前に移ったため廃城となった。